# Богородицкое (Ухоловский район)
Богородицкое — село в Ухоловском районе Рязанской области, входит в состав Коноплинского сельского поселения.

## Географическое положение
Село расположено на берегу реки Лесной Воронеж в 7 км на юго-запад от центра поселения села Коноплино и в 28 км на юг от райцентра посёлка  Ухолово.

## История
Каменная церковь во имя иконы Божьей Матери Корсунской с таковой же колокольней и в каменной ограде в селе Богородицком построена была в 1800 году прапорщиком Михаилом Николаевичем Кормилицыным. 
В XIX — начале XX века село являлось центром Богородицкой волости Ряжского уезда Рязанской губернии. В 1906 году в селе было 53 двора.
С 1929 года село являлось центром Богородицкого сельсовета Ухоловского района Рязанского округа Московской области, с 1937 года — в составе Рязанской области, с 2005 года — в составе Коноплинского сельского поселения.

## Население
| 1859 | 1906 | 2010 |
| ---- | ---- | ---- |
| 339  | ↗387 | ↘182 |

## Инфраструктура
В селе имеются Богородицкая начальная школа (филиал МБОУ Коноплинская средняя школа(больше нет)), детский сад, отделение почтовой связи, местный магазин, церковь, мемориал рогибшим в Великой Отечественной войне.

## Достопримечательности
В селе имеется действующая Церковь Корсунской иконы Божией Матери (1800), мемориал погибшим местным жителям в Великой Отечественной войне